# 카르파티아 우크라이나
카르파티아 우크라이나(우크라이나어: Карпа́тська Украї́на 카르파츠카 우크라이나[*], uk)는 체코슬로바키아 제2공화국 내의 자치행정구역으로 1938년 12월에 설립되었으며, 1938년 11월 22일 헌법으로 완전한 행정적, 정치적 자치권이 확인된 수브카르파티아 루스에서 이름을 변경했다.
20년 전인 1920년 트리아농 조약으로 역사적으로 헝가리에 속했던 이 지역은 헝가리 왕국에서 분리되어 새로 창설된 체코슬로바키아에 편입되었다. 이후 헝가리는 트리아농 조약의 개정과 역사적 국경 회복을 추구했다.
1938년 11월 2일 맺어진 제1차 빈 중재는 체코슬로바키아로부터 남부 카르파티아 루테니아를 포함한 대부분 마자르인이 거주하는 영토를 분리하여 헝가리로 반환했다.
체코슬로바키아 제2공화국의 해체 이후 카르파티아 우크라이나는 1939년 3월 15일 아우후스틴 볼로신을 대통령으로 하는 독립 공화국을 선포했으며, 볼로신은 아돌프 히틀러에게 승인과 지원을 호소했다.
나치 독일은 응답하지 않았고, 단명한 이 국가는 헝가리 왕국의 침공으로 1939년 3월 18일까지 모든 현지 저항을 진압하고 헝가리가 점령했다.
이 지역은 유럽의 제2차 세계 대전 종전까지 헝가리 통제하에 있다가, 이후 소련에게 점령 및 합병되었다. 현재 이 영토는 우크라이나의 자카르파탸주로 관리되고 있다.

## 역사

### 정치적 자치

카르파티아 우크라이나 지도

1938년 9월 30일 체결된 뮌헨 협정이 발효되어 체코슬로바키아가 국경 지역의 상당 부분을 나치 독일에게 잃은 직후, 일련의 정치 개혁이 시작되어 체코슬로바키아 제2공화국이 설립되었고 이는 슬로바키아 자치지역과 수브카르파티아 루스 자치지역(루신어, Підкарпатьска Русь)을 포함한 세 개의 자치 정치체로 구성되었다.
1938년 10월 11일 임명된 수브카르파티아 루스 자치지역의 첫 지역 정부는 안드레이 브로디 총리가 이끌었다. 이후 친루신파와 친우크라이나파 두 파벌 간의 위기가 발생하여 10월 26일 브로디 정부가 사임했다. 아우후스틴 볼로신이 이끄는 새 지역 정부는 친우크라이나 성향을 채택하고 지역 이름을 "수브카르파티아 루스"에서 "카르파티아 우크라이나"로 변경했다.
1938년 11월 22일, 체코슬로바키아 제2공화국은 "수브카르파티아 루스 자치에 관한 헌법"(체코어, Ústavní zákon o autonomii Podkarpatské Rusi)을 채택하여, 공식적으로 "루신인"의 자결권을 재확인하고, 자체 의회와 정부를 갖는 수브카르파티아 루스의 완전한 행정적, 정치적 자치권을 확인했다. 이는 중앙 정부가 친루신 파벌을 지지한다는 것을 보여주는 것으로 해석되었다.
1938년 12월 30일, 지역 정부는 임시 법령을 발표하여 지역 이름을 "카르파티아 우크라이나"로 변경했다. 이로 인해 특이한 용어 이중성이 발생했다. 체코슬로바키아 제2공화국의 헌법 체제에서는 이 지역이 계속 수브카르파티아 루스로 알려졌지만, 지역 자체는 "카르파티아 우크라이나"라는 이름을 사용했다.

### 정치 위기

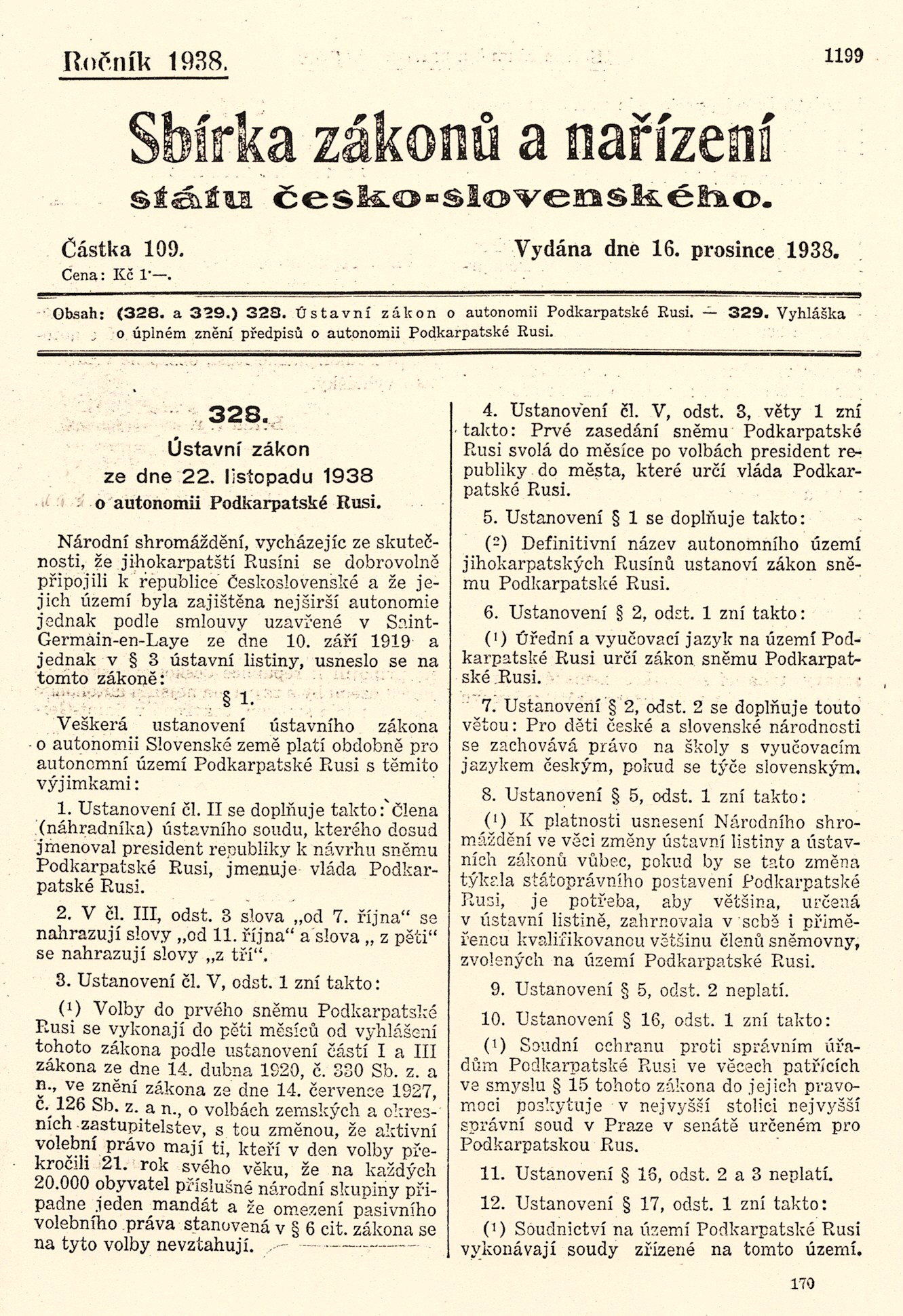
수브카르파티아 루스 자치에 관한 헌법 (1938년)

1938년 9월 말, 헝가리는 체코슬로바키아 문제가 외교적 수준에서 헝가리의 영토 주장에 유리하게 해결되지 않을 경우, 체코슬로바키아 국경에 20만에서 35만 명의 병력을 동원할 준비가 되어 있었다. 뮌헨 협정 이후 헝가리군은 체코슬로바키아 국경에 위협적인 태세를 유지했다. 그들은 36시간 작전 수행에 필요한 포병 탄약만 보유하고 있었으며 명백히 허세를 부리고 있었지만 독일이 침공을 부추겼고, 훨씬 크고 잘 훈련되고 잘 갖춰진 체코슬로바키아군이 싸우기로 선택한다면 군사적으로 지원할 의무가 있는 허세였다. 체코슬로바키아군은 강이 자연적인 장애물 역할을 하지 않는 곳에 국경을 따라 2,000개의 작은 콘크리트 진지를 건설했다.
헝가리 내무부 장관 미클로시 코즈마는 수브카르파티아에서 태어났으며, 1938년 중반 그의 부처는 롱교시 가르다('누더기 경비대')에 무기를 제공했고 이들은 체코슬로바키아 남부 국경을 따라 슬로바키아와 수브카르파티아로 게릴라를 침투시키기 시작했다. 상황은 이제 전 유럽을 다시 불바다로 만들 수 있는 전면전으로 치닫고 있었다. 뮌헨 협정의 부록에는 체코슬로바키아와 헝가리가 상호 협상을 통해 분쟁을 해결해야 한다고 명시되어 있었으나, 이는 합의에 이르지 못했다.
1938년 10월 25일부터 11월 1일까지 폴란드와 헝가리는 카르파티아 루스에서 공동 게릴라 작전을 수행했으며, 목표는 루신 수도인 우지호로드 외곽에 독일의 지원을 받는 우크라이나 민족주의자 기구가 설립한 시치 (군사 캠프)를 제거하는 것이었다. 폴란드는 시치가 남동부 크레시를 위협한다고 느꼈고, 헝가리는 제1차 세계 대전 이후 잃었던 카르파티아 루스를 되찾기를 원했다. 폴란드와 헝가리는 최종적으로 역사적인 공동의 국경을 복원함으로써 (실제로 1939년 3월에 발생) 양국의 목적을 달성하기를 희망했다.
헝가리 및 체코슬로바키아 정부는 독일과 이탈리아가 중재한 1938년 11월 2일의 제1차 빈 중재를 수락했다 (프랑스와 영국은 협상 참여를 거부했다).
합의된 국경선은 11,927제곱킬로미터를 헝가리에 반환했다. 12월 중순의 인구 조사에서는 재합병된 영토에 1,041,401명의 주민이 있었는데, 이 중 879,007명(84.4%)이 헝가리인이고 123,864명(11.9%)이 슬로바키아인이었다.
1938년 11월 8일, 슬로바키아 민족 통일당은 슬로바키아 투표의 97.5%를 얻었고, 일당제가 수립되었다. 슬로바키아 자치는 11월 19일 프라하 의회에서 공식화되었으며, 이러한 새로운 슬로바키아의 주장을 상징하기 위해 국가 이름은 체코-슬로바키아로 변경되었다. 카르파티아 우크라이나도 자치권을 부여받았다.
빈 중재는 아무도 완전히 만족시키지 못했고, 1938년 11월 2일부터 1939년 1월 12일까지 22건의 국경 충돌이 발생하여 체코슬로바키아인 5명이 사망하고 6명이 부상당했다. 슬로바키아 민병대 흘린카 가드가 이 충돌에 참여했다. 프라하 정부가 자국 이익을 보호하는 데 비효율적이었던 것이 슬로바키아와 우크라이나 민족주의를 더욱 부추겼다. 1939년 1월 6일 레프 프르칼라 장군이 지휘하는 체코슬로바키아군은 무카체베 시에 기습 공격을 감행했고, 여기에 카르파티아 시치도 참여했지만, 롱교시 가르다가 현지 경찰의 도움을 받아 그들을 격퇴했다. 이 사건 이후, 베를린 주재 헝가리 대사 도메 슈토야이는 독일 정부에 체코 영토 점령과 슬로바키아 독립 선언 시 독일의 승인 여부와 관계없이 헝가리가 카르파티아 루테니아의 나머지 지역을 점령할 것이라는 메시지를 전달했다. 3월 11일, 부다페스트 주재 독일 대사는 독일 정부의 답변을 요약하여, 헝가리가 독일과의 경제 계약을 유지하고 현지 독일인의 권리를 존중하며 볼로신 내각 구성원을 박해하지 않는다면 독립 카르파티아 우크라이나 선포 시 헝가리 계획에 동의할 것이라고 밝혔다.

### 독립 선언
슬로바키아와 우크라이나 민족주의는 더욱 고조되었다. 3월 10일, 흘린카 가드와 민족독일인은 체코슬로바키아로부터의 독립을 요구하며 시위를 벌였다. 3월 13일 저녁, 슬로바키아 지도자 요제프 티소와 두르찬스키는 베를린에서 아돌프 히틀러, 요아힘 폰 리벤트로프, 발터 폰 브라우히치 장군과 빌헬름 카이텔 장군을 만났다.
히틀러는 명확하게 밝혔다. 슬로바키아는 즉시 독립을 선언하고 독일 제국과 연합하든지, 아니면 리벤트로프가 국경에 병력을 집결시키고 있다고 보고한 헝가리군이 국가를 점령하도록 허용할 것이라는 것이었다. 3월 14일 오후와 밤에 슬로바키아 의회는 체코슬로바키아로부터의 독립을 선포했고, 1939년 3월 15일 05시에 히틀러는 체코슬로바키아의 불안이 독일 국가 안보에 위협이 된다고 선언했다. 그는 보헤미아와 모라바로 병력을 보냈고, 거의 저항을 받지 않았다.
3월 14일 슬로바키아의 독립 선언과 3월 15일 나치 독일의 체코 영토 점령 이후, 카르파티아 우크라이나는 카르파티아 우크라이나 공화국으로 독립을 선언했고 아우후스틴 볼로신 목사가 국가원수가 되었다. 볼로신은 이제 수브카르파티아 주민의 지지를 받았다. 1939년 3월 15일 카르파티아 우크라이나 최초 헌법은 새로운 국가를 다음과 같이 정의했다.
1. 카르파티아 우크라이나는 독립 국가이다.
2. 국가 이름은 카르파티아 우크라이나이다.
3. 카르파티아 우크라이나는 카르파티아 우크라이나의 소임이 선출한 대통령이 이끄는 공화국이다.
4. 카르파티아 우크라이나의 국어는 우크라이나어이다.
5. 카르파티아 우크라이나 국기의 색상은 파란색과 노란색으로, 위쪽은 파란색, 아래쪽은 노란색이다.
6. 카르파티아 우크라이나의 국장은 왼쪽에는 빨간색 바탕에 곰, 오른쪽에는 파란색 띠 네 개와 노란색 띠 세 개, 볼로디미르 대공의 삼지창으로 구성된다.
7. 카르파티아 우크라이나의 국가는 "우크라이나는 아직 죽지 않았다"이다.
8. 이 법은 공포 즉시 발효된다.

선포된 카르파티아 우크라이나 정부는 아우후스틴 볼로신 대통령, 율리안 레바이 총리, 스테판 클로추라크 국방장관, 유리 페레부즈니크 내무장관이 이끌었다. 소임의 수장은 아우후스틴 슈테판이었고, 그의 부관은 페디르 레바이와 스테판 로소하였다. 소임 의장단은 헝가리군의 카르파티아 우크라이나 침공 이후 해외로 도피했다.

### 헝가리 침공
헝가리 총참모장 헨리크 베르트는 침공 준비에 최소 일주일이 필요하다고 요청했지만, 왕실 회의는 슬로바키아 독립 선언 이전에 카르파티아 루테니아를 점령할 시간을 12시간만 주었다. 공격 준비 책임자는 무카체베 수비대장 라요시 벨디가 임명되어 제1산악여단을 지휘했으며, 페렌츠 좀바트헤이 중장(카사 제8군단 사령관)은 원정군으로서 카르파티아 집단군을 지휘하게 되었다.
가용한 헝가리군은 보병 연대 1개, 기병 연대 2개, 자전거 보병 대대 3개, 기동 대대 1개, 국경수비대 대대 2개, 포병 대대 1개, 장갑 열차 2대로 구성되었다. 이 병력은 제2차 세계 대전 사단 2개 이상에 해당했다. 이들은 1개 비행대 규모의 피아트 CR.32 전투기의 지원을 받았다. 정규군 외에도 헝가리군은 롱교시 가르다 및 이슈트반 펜치크의 검은 셔츠 경비대와 같은 여러 비정규군의 도움을 받았다. 펜치크는 이전에 볼로신 내각에게 마자르인으로 비난받았다.
무카체베 주변에 주둔했던 헝가리 국경수비대 부대는 1939년 3월 14일 체코슬로바키아군의 공격을 격퇴한 후, 역으로 진격하여 외르헤얄랴(오늘날 무카체베의 일부인 피드호리안) 마을을 점령했다.
1939년 3월 15일, 헝가리 육군 정규군이 카르파티아 우크라이나를 침공하여 밤이 되자 솔리바에 도달했다. 추가 지원 없이 카르파티아 시치의 카르파티아 우크라이나 비정규군은 빠르게 격퇴되었다. 헝가리군과 수백 명의 우크라이나 군인(경기관총, 소총, 수류탄, 권총으로 무장) 사이의 가장 큰 전투는 후스트 근처에서 벌어졌다. 이 전투에서 약 230명의 우크라이나인이 사망했다.
카르파티아 우크라이나에서의 체코슬로바키아의 저항은 미미했고, 진격하는 헝가리군은 잘 조직되고 중앙집권적인 저항에 직면할 필요가 없었다. 헝가리군은 또한 제1차 빈 중재로 인해 체코군이 헝가리에 대한 방어를 위해 영구 요새를 건설했던 지역을 점령할 수 있었다는 이점도 있었다.
1939년 3월 16일, 헝가리는 공식적으로 이 영토를 합병했다. 율리안 레바이 총리는 그때까지 헝가리에 저항했다. 3월 17일 밤, 마지막 체코슬로바키아군은 후스트를 떠나 루마니아 국경으로 후퇴했다. 그들과 하루짜리 카르파티아 우크라이나 대통령인 볼로신은 루마니아로 도피했다.
헝가리 육군은 최고 속도로 계속 진격하여 3월 17일에 폴란드 국경에 도달했다. 갈리치아주 출신으로 폴란드 시민이었던 시치 대원은 헝가리군에게 체포되어 불법 국경 횡단 혐의로 폴란드군에 인계되었고, 약 500~600명은 폴란드군에 의해 처형되었다. 카르파티아 산맥의 마지막 저항은 3월 18일에 진압되었다.
침공 작전은 성공적이었지만, 헝가리군이 아직 전면전에 대비되지 않았음도 입증했다. 트리아농 조약으로 인한 불리한 조건은 분명히 드러났지만, 병사들과 민간인들의 사기와 민족주의 정신은 높았고 이는 강력한 국가군 건설에도 중요했다.

### 제2차 세계 대전과 그 여파
1944년 3월 독일의 헝가리 점령 이후, 아돌프 아이히만은 거의 모든 헝가리 유대인의 강제 이주를 감독했으며 홀로코스트에서 소수만이 살아남았다. 1944년 10월 28일 두클라 고개 전투가 끝난 후, 소련은 독일군과 헝가리군을 밀어내고 카르파티아 루테니아와 서부 우크라이나의 나머지 지역을 점령했다. 따라서 카르파티아 루테니아에 대한 통제권은 "명목상" 체코슬로바키아로 되돌아갔다. 프란티셰크 네메츠 장관이 이끄는 체코슬로바키아 망명정부 대표단은 그해 소련과 체코슬로바키아 정부 간의 조약에 따라 임시 체코슬로바키아 행정부를 설립하기 위해 후스트에 도착했다.
그러나 불분명한 이유로 불과 몇 주 만에 붉은 군대와 내무인민위원부는 대표단의 작업을 방해하기 시작했고, 결국 붉은 군대의 보호 아래 무카체베에 꼭두각시 "트란스카르파티아 우크라이나 인민위원회"가 설치되었다. 11월 26일, 체코슬로바키아군에서 탈영한 루신인 이반 이바노비치 투랴니차가 이끄는 이 위원회는 체코슬로바키아로부터 분리하여 우크라이나 소비에트 사회주의 공화국에 합류하려는 "우크라이나 민족의 의지"를 선포했다. 두 달간의 충돌과 실패한 협상 끝에 체코슬로바키아 정부 대표단은 1945년 2월 1일 후스트를 떠나 카르파티아 우크라이나를 소련의 통제하에 두었다.
소련은 체코슬로바키아에 압력을 가했고, 1945년 6월 29일 양국은 카르파티아 루테니아를 소련에 공식적으로 할양하는 조약을 체결했다. 1946년, 이 지역은 자카르파탸주로서 우크라이나 SSR의 일부로 합병되었다.

## 의회
카르파티아 우크라이나의 소임은 1938년 11월 22일 체코슬로바키아 헌법에 따라 1939년 2월 12일에 설립되었다. 이 의회는 29명의 우크라이나인과 3명의 소수 민족으로 구성된 32명의 대표로 이루어졌다. 1939년 3월 15일 후스트에서 단 한 차례의 의회 회의가 열렸다.
회의에서 의회는 카르파티아 우크라이나의 주권 선언을 승인하고, 헌법을 채택했으며, 대통령을 선출하고, 율리안 레바이의 새 정부를 승인했다. 소임의 수장은 아우구스틴 슈테판이 되었고, 그의 부관은 페디르 레바이와 스테판 로소하였다. 소임의 의장단은 헝가리군의 카르파티아 우크라이나 침공 이후 해외로 도피했다.

## 카르파티아 우크라이나 활동가 및 정부 관료 기소
- 세바스티안 사볼 (1909–2003)[13]은 프리야시우(프레쇼우) 출신으로 소련과 헝가리의 박해에서 살아남은 희생자이다. 1939년 헝가리의 카르파티아 우크라이나 침공 당시 그는 후스트의 카르파티아 시치에서 군종 목사였다. 1948년 12월 16일~18일 프라하에서 사볼은 우크라이나 반란군과의 협력 혐의로 궐석재판에서 종신형을 선고받았다.
- 아우후스틴 볼로신 (1874–1945)은 1945년 프라하에서 스메르시에 의해 체포된 후 소련 감옥에서 사망했다.

## 같이 보기
- 슬로바키아-헝가리 전쟁
- 1815년 이후 유럽의 옛 국가
- 체코슬로바키아의 루신인과 우크라이나인 (1918년~1938년)

## 참고 문헌
- Ganzer, C. (2001). "Die Karpato-Ukraine 1938/39: Spielball im internationalen Interessenkonflikt am Vorabend des Zweiten Weltkrieges." (독일어) Hamburg. Die Ostreihe - Neue Folge. (독일어)
- Józef Kasparek, "Poland's 1938 Covert Operations in Ruthenia", East European Quarterly, vol. XXIII, no. 3 (September 1989), pp. 365–73.
- Kotowski, Albert S. (2001).  Freiburg에서 작성. 《"Ukrainisches Piemont"? Die Karpartenukraine am Vorabend des Zweiten Weltkrieges》 ["우크라이나 피에몬테"? 제2차 세계 대전 전야의 카르파티아 우크라이나]. 《Jahrbücher für Geschichte Osteuropas》 (독일어) 49 (Stuttgart: Franz Steiner Verlag). 67–95쪽. ISSN 0021-4019.
- Magocsi, Paul R. (1978). 《The Shaping of a National Identity: Subcarpathian Rus', 1848-1948》. Cambridge: Harvard University Press. ISBN 9780674805798.
- Rosokha, S. (1949). Parliament of Carpatho-Ukraine. (우크라이나어) Ukrainian National Publishing.
- Rychlík, Jan; Rychlíková, Magdaléna (2016). 《Podkarpatská Rus v dějinách Československa 1918–1946》. Praha: Vyšehrad. ISBN 9788074297694.
- Shandor, V. (1997). Carpatho-Ukraine in the Twentieth Century: A Political and Legal History. Cambridge: Harvard University Press. ISBN 0-916458-86-5.
- Winch, M. (1939).  Republic for a day: An eye-witness account of the Carpatho-Ukraine incident. London.